# Batalla de El Roble
La Batalla del Roble se desarrolló en el paso del mismo nombre, sobre el río Itata, el 17 de octubre de 1813, es decir, en plena Patria Vieja chilena y dentro de los límites de la hacienda El Roble, que pertenecía a Clemente Lantaño; en ella se enfrentaron las fuerzas patriotas al mando del general en jefe José Miguel Carrera, compuestas de unos 800 hombres y una guerrilla realista al mando de Clemente Lantaño y de Luis Urrejola con 1200 hombres.
Carrera —que planeaba apoderarse de Chillán, que estaba en manos realistas—, dividió su ejército en dos partes, dejando la Segunda División al mando de su hermano Juan José dos kilómetros más arriba de la confluencia del Itata con el río Ñuble. Así, se dirigió con 800 hombres al paso de El Roble, distante tres leguas hacia el oriente del campamento de la Segunda División.
Enterado Juan Francisco Sánchez, jefe realista que ocupaba Chillán, de las intenciones de Carrera, decidió atacarlo mediante sorpresa.
Con este fin, mandó una fuerza que atravesó el Itata de noche y se ubicó en la ribera sur, al oriente del Ejército Patriota. Al norte del río, enfrente del paso El Roble, los realistas habían ubicado una fuerza de 400 hombres al mando del activo guerrillero Juan Antonio Olate, con la misión de evitar el paso del río a los patriotas. Esta fuerza se mostró en todo momento para distraer al enemigo.
Al despuntar el día 17, las fuerzas realistas cayeron inesperadamente sobre las fuerzas de Carrera, provocando entre estas una gran confusión.
Carrera se vio supuestamente perseguido por los soldados realistas a caballo, que gritaban a viva voz: "¡El que vá adelante es el General en Jefe!", (Diario Militar del Gral. J.M. Carrera) y decidió cruzar el Itata en su huida para alertar a las tropas Patriotas comandadas por su hermano brigadier Juan José, que se encontraban del otro lado del curso de agua, distantes media legua, aproximadamente. 

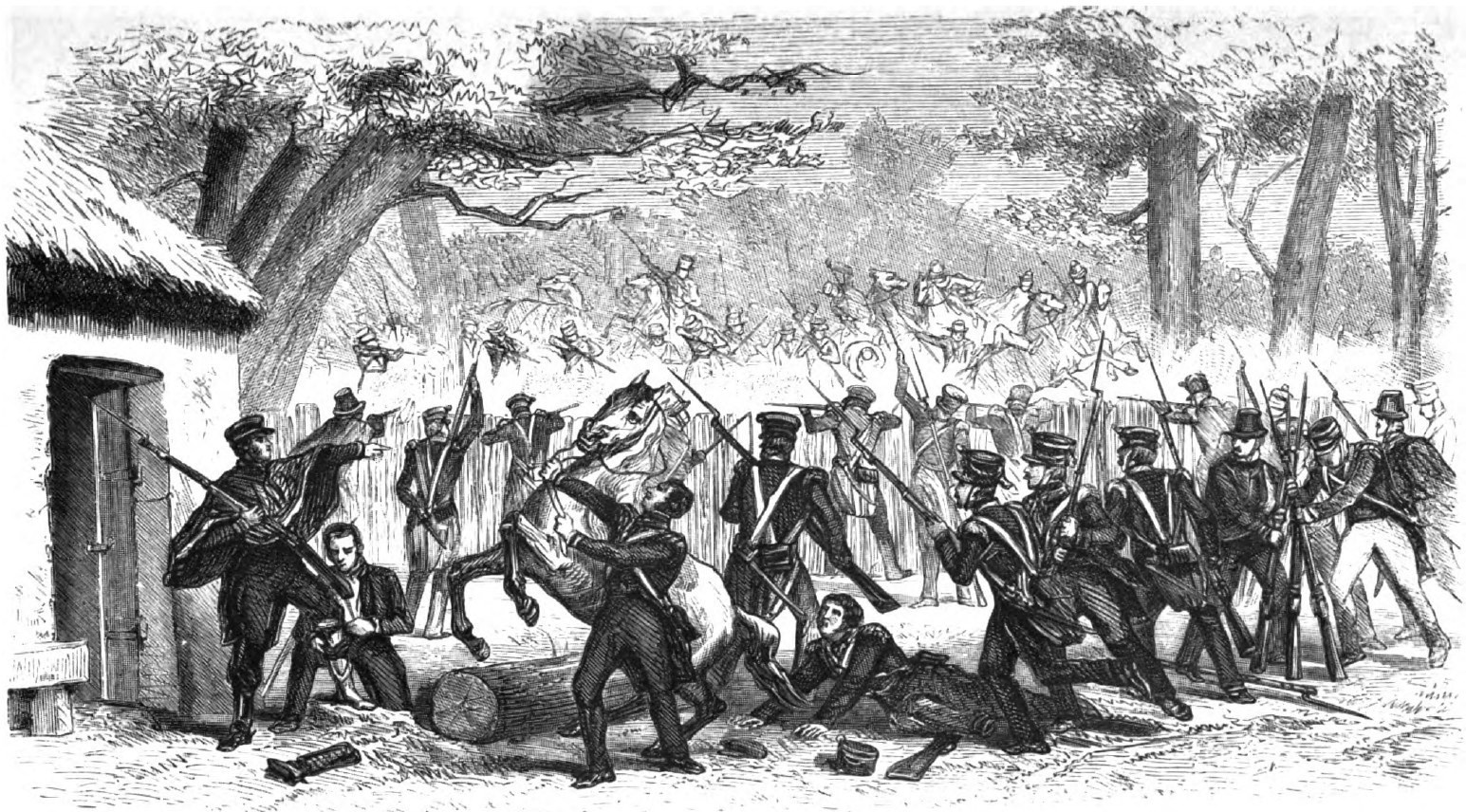
La batalla de El Roble, ilustración del libro de Vicuña Mackenna El ostracismo del jeneral D. Bernardo O'Higgins, 1860

El coronel Bernardo O'Higgins que estaba en pie desde los primeros tiros, reunió unos doscientos hombres, corrió a proteger la artillería y a organizar la resistencia. A esta fuerza se sumaron la de los capitanes José Joaquín Prieto y Diego José Benavente formando un respetable centro de resistencia. Como la lucha se prolongaba ya más de una hora, O'Higgins impaciente tomó el fusil de un soldado que había caído muerto a su lado y le grita a los suyos "¡O vivir con honor o morir con gloria; el que sea valiente que me siga!" La tropa, alentada, se precipitó sobre el enemigo y lo puso en completa dispersión en pocos momentos. O'Higgins, herido en un muslo, continuó a pie la persecución del enemigo hasta hacerlo repasar el río en el mayor desorden.
Los realistas dejaron más de 80 muertos en el campo de batalla, mientras que los patriotas perdieron 30 hombres y hubo numerosos heridos.

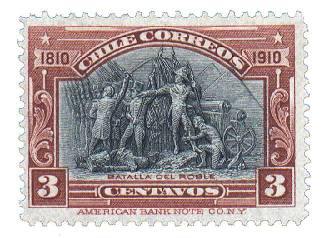
Representación de la batalla en un sello postal chileno de la serie conmemorativa del "Centenario de Chile". En el grabado se representa a O'Higgins arengando a las tropas y recibiendo atención tras ser herido en un muslo.

La huida del campo de batalla de José Miguel Carrera se interpretó maliciosamente y sirvió para acentuar los cuestionamientos a su mando. O'Higgins, a raíz de esta batalla, es reconocido por Carrera cómo "el primer soldado de Chile" por los méritos demostrados, al mismo tiempo que El Roble se convierte en la primera victoria significativa para los patriotas.